# Karel Levičnik
Karel Levičnik, slovenski general, * 28. januar 1900, † 25. marec 1968.

## Življenjepis
V času Avstro-Ogrske je končal Pomorsko vojaško akademijo. Leta 1918 je prestopil v Jugoslovansko kraljevo vojno mornarico, kjer je dosegel čin kapitana bojne ladje. Od leta 1941 je sodeloval z OF, nato pa je leta 1943 vstopil v NOVJ. Od takrat naprej je deloval na področju artilerije.